# Jonathan Mogbo
Jonathan Michael Mogbo, född 29 oktober 2001 i West Palm Beach i Florida, är en amerikansk professionell basketspelare (C) som spelar för Toronto Raptors i National Basketball Association (NBA).
Han draftades av Toronto Raptors i andra rundan i 2024 års draft som 31:a spelare totalt.
Innan han blev proffs studerade Mitchell först på Missouri State University och spelade för deras idrottsförening Missouri State Bears. Han blev senare överförd till University of San Francisco för spel i San Francisco Dons.